# Hampsonodes xanthea
Hampsonodes xanthea är en fjärilsart som beskrevs av Jones 1908. Hampsonodes xanthea ingår i släktet Hampsonodes och familjen nattflyn. Inga underarter finns listade i Catalogue of Life.